# Hyalonematidae
Hyalonematidae é uma família de esponjas marinhas da ordem Amphidiscosida.

## Gêneros
- Chalaronema Ijima, 1927
- Compsocalyx Schulze, 1904
- Hyalonema Gray, 1832
- Lophophysema Schulze, 1900
- Platella Tabachnick, 1988